# Leslie Jones (Filmeditorin)
Leslie Jones ist eine US-amerikanische Filmeditorin.

## Leben
Jones ist eine Tochter von Robert C. Jones, der ebenfalls als Filmeditor aktiv war. Bereits ihr Großvater Harmon Jones war als solcher tätig gewesen. Leslie Jones selbst sammelte ab den späten 1980er Jahren zunächst als Schnittassistentin ihre ersten Erfahrungen. Ihre erste große Filmproduktion als eigenständige Editorin war Mord im Weißen Haus aus dem Jahr 1997. Im Jahr darauf folgte Der schmale Grat, für den sie gemeinsam mit ihren Kollegen Saar Klein und Billy Weber für den Oscar in der Kategorie Bester Schnitt nominiert wurde. Zudem erhielten die drei eine Nominierung für den Eddie Award der American Cinema Editors.
Es folgten rund ein Dutzend weitere Produktionen, an denen Jones für den Filmschnitt verantwortlich war. Der Film Punch-Drunk Love aus dem Jahr 2002 war ihre erste Zusammenarbeit mit dem Regisseur Paul Thomas Anderson. Diese wiederholte sich 2012 mit The Master. Mit ihrem Kollegen Peter McNulty erhielt sie bei den Chicago Film Critics Association Awards 2012 eine Nominierung in der Kategorie Bester Schnitt, ebenso bei den Online Film Critics Society Awards im Jahr 2013. Mit Inherent Vice – Natürliche Mängel kam es 2014 zu einer weiteren Kooperation mit Paul Thomas Anderson.

## Filmografie (Auswahl)
- 1997: Mord im Weißen Haus (Murder at 1600)
- 1998: Der schmale Grat (The Thin Red Line)
- 2000: Woman on Top
- 2002: Punch-Drunk Love
- 2004: Starsky & Hutch
- 2006: Der Date Profi (School for Scoundrels)
- 2009: Mitternachtszirkus – Willkommen in der Welt der Vampire (Cirque du Freak: The Vampire’s Assistant)
- 2010: Meine Frau, unsere Kinder und ich (Little Fockers)
- 2012: The Master
- 2012: Der Dieb der Worte (The Words)
- 2014: Inherent Vice – Natürliche Mängel (Inherent Vice)
- 2016: Jahrhundertfrauen (20th Century Women)
- 2016: Regeln spielen keine Rolle (Rules Don’t Apply)
- 2020: Tales from the Loop (Fernsehserie, 1 Folge)
- 2022: Dog
- 2023: Fool’s Paradise
- 2024: The Piano Lesson